# Подгорка
Подгорка — деревня в Кичменгско-Городецком районе Вологодской области.
Входит в состав Кичменгского сельского поселения, с точки зрения административно-территориального деления — в Пыжугский сельсовет.
Расстояние до районного центра Кичменгского Городка по автодороге составляет 10 км. Ближайшие населённые пункты — Подволочье, Жуково, Засосенье.
Население по данным переписи 2002 года — 28 человек (13 мужчин, 15 женщин). Преобладающая национальность — русские (96 %).